# 소산서원
소산서원(蘇山書院)은 조선 세종 때의 명재상 문효공(文孝公) 경재(敬齋) 하연(河演, 1376~1453년)을 향사하는 곳이다. 시흥시 신천동 산12번지, 하연의 묘 옆에 자리 잡고 있다. 하연은 정몽주의 문인으로, 21살에 벼슬에 올라 이조판서, 대제학, 우의정, 좌의정, 영의정 등의 벼슬을 두루 거쳤다. 황희, 허조와 함께 조선 세종 때의 명재상이라 일컬어진다. 하연이 세상을 떠나자 1455년(세조 즉위년) 소산재(蘇山齋)라는 재실을 지었으나 임진왜란 때 불에 타버렸다. 1467년(세조 12)에 하연의 셋째아들 우명(友明)이 이곳에 영당을 세우고 소산재를 다시 지어 봄가을로 향사를 지냈다. 1963년 지역 유림과 후손들이 쇄락한 소산재를 중건하였고, 1995년 중건하면서 소산서원(蘇山書院)으로 이름을 바꾸었다.

## 같이 보기
- 하연
- 하연 선생 묘 - 시흥시 향토유적 제3호